# Albert Speer mladší
Albert Speer mladší (29. července 1934 Berlín – 15. září 2017 Frankfurt nad Mohanem) byl německý architekt a městský projektant. Byl synem Alberta Speera, vedoucího architekta Třetí říše, který později pracoval jako ministr vyzbrojování a válečné produkce během druhé světové války. Děda Alberta Speera mladšího, Albert Friedrich Speer, byl taktéž architekt.

## Kariéra
Svou první mezinárodní cenu vyhrál v roce 1964 a otevřel svou vlastní architektonickou kancelář. Získal mezinárodní úspěch, pracoval hodně v Saúdské Arábii. V roce 1977 se stal profesorem městského plánování na Technické univerzitě v Kaiserslautern. Jeho firma má od roku 2001 kancelář v Šanghaji.
V roce 1984 založil společnost Büro Albert Speer & Partner (česky: Kancelář Albert Speer & Partner) ve Frankfurtu nad Mohanem, která má v současnosti více než 100 zaměstnanců a je jednou z největších architektonických a městským plánováním se zabývající kanceláří v Německu s nejvyšší reputací.
Měl na starost návrh Expa 2000 (světové výstavy, která se v roce 2000 konala v Hanoveru) a návrh Šanghajského mezinárodního automobilového města a centrální osy v Pekingu. Speer byl taktéž zaangažován v úsilí Mnichova o získání Zimních olympijských her v roce 2018 a Mistrovství světa ve fotbale 2022 v Kataru.